# Daniel Marhely
Daniel Marhely, né en 1984 à Paris, est un entrepreneur français, président cofondateur de Deezer avec Jonathan Benassaya.

## Biographie
À 16 ans, il quitte l'école pour se lancer dans l'infographie sans succès.
En 2005, il fonde un site de rencontre sur internet (lovelee.com). Le site est fermé 3 ans plus tard. En 2006, il cofonde la société Alyza Media, avec Jonathan Amouyal et Cedrik Haziza, dans laquelle ils lancent le site Blogmusik.net. Le but étant de recenser la musique sur le net.  Ce site deviendra Deezer à la suite d'un accord avec la SACEM.
En 2011, à la suite de désaccords, Daniel Marhely et Jonathan Benassaya se séparent à la tête de Deezer[réf. nécessaire].
Du 2 mai 2011 au 5 juillet 2012, il fait partie du conseil national du numérique.
En 2013, il aide une  première start-up en la finançant à la hauteur de 50 000 euros : Edjing,, puis une seconde startup en 2015, Kokoroe. La même année, il est également sélectionné par le Massachusetts Institute of Technology parmi les 10 innovateurs français de moins de 35 ans.
En 2014, il souhaite contrer la concurrence en transformant son site en site audio généraliste et s'implanter aux États-Unis.
En 2016, il crée une plateforme de vidéo en ligne avec l'aide de Xavier Niel. Cette plateforme est destinée aux téléphones portables et doit ouvrir en mars 2017. Elle se prénomme Blackpills.
En 2019, il lance une marque d'onigiri, un snack japonais, à Paris. Ce nouveau produit s'appelle Shaki Shaki. 